# Zoltán Ambrus
Zoltán Ambrus, född 22 februari 1861, död 28 februari 1932, var en ungersk författare, kritiker och översättare.

## Biografi
Ambrus hade från sekelskiftet 1900 stor betydelse för den ungerska litteraturens förnyelse, inte minst genom att förmedla viktiga impulser från franskt kulturliv. I sina romaner och noveller, som Kung Midas (1894) och Solus eris (1906) tecknade han en oftast starkt ironiserande bild av storstadsborgerskapets liv. Han var också verksam inom teatern, och blev 1917 direktör för den ungerska nationalteatern i Budapest. Han var författare till en rad psykologiska berättelser och dramer, bland andra September, Ninives förstöring och Baron Bercsenyi.